# Пушкинский сквер (Брест)
Пушкинский сквер в Бресте (бел. Пушкінскі сквер у Брэсце) — сквер в Бресте, Республика Беларусь. Расположен на пересечении улиц Мицкевича и Куйбышева.

## История
Заложен осенью 2019 года. Проектирование сквера в этом месте было инициативой руководства города и университета. Изначально планировалось лишь установить бюст великому поэту у университета, который носит его имя. Впоследствии было выбрано место у старого корпуса университета, который располагается на улице Мицкевича для закладки одноимённого сквера и установки бюста.
Облагораживание будущего сквера было выполнено силами руководства города и сотрудников университета.
Торжественное открытие сквера состоялось 11 октября 2019 года при участии руководства города, университета, российской делегации и горожан.